# Illa Henrietta
L'illa Henrietta (en rus: Остров Генриетты; en Iacut: Хенриетта Aрыыта) és l'illa més septentrional de l'arxipèlag De Long, al mar de Sibèria Oriental. Com la resta d'illes del grup, és una illa deshabitada. Administrativament pertany a Sakhà, Federació Russa.

## Geografia
Té una superfície de tan sols 12 km². La seva forma és circular, amb un diàmetre d'uns 6 km. El cap Melville n'és el punt més septentrional. La terra més propera és l'illa Jeannette, situada a l'est-sud-est. Gairebé la meitat de l'illa està coberta per un casquet glacial que s'eleva fins als 312 msnm i ocupa uns 6 km². Les vores sud i est del casquet glacial estan vorejades per penya-segats de gel de 40 a 50 metres d'alçada que s'eleven per sobre l'altiplà de basalt.

## Història
L'illa va ser descoberta el 1881 per l'expedició Jeannette, comandada pel tinent comandant George W. De Long, que va salpar el 1879 a bord del Jeannette amb l'esperança d'arribar a l'illa Wrangel i descobrir mars oberts a l'oceà Àrtic, a prop del pol nord. El setembre d'aquell any el vaixell va quedar atrapat pel prop de l'illa Herald. El vaixell va anar a la deriva diversos centenars de quilòmetres, passant al nord de l'illa Wrangel. El maig de 1881 es va apropar a l'illa Jeannette i l'illa Henrietta i en va prendre possessió en nom dels Estats Units.
Durant l'expedició hidrogràfica de l'oceà Àrtic de l'Imperi Rus de 1914-1915, dirigida per Borís Vilkitski, el Vaigatx es van apropar a l'illa Jeannette amb la intenció de cartografiar les illes Jeannette i Henrietta, però el fort gel va bloquejar-ne l'aproximació. El 1916 l'ambaixador rus a Londres va emetre un avís oficial segons el qual el govern imperial considerava Henrietta, juntament amb altres illes àrtiques, parts integrants de l'Imperi Rus. Aquesta reivindicació territorial fou mantinguda posteriorment per la Unió Soviètica. Tot i algunes reclamacions per alguns grups estatunidencs segons el Govern dels Estats Units mai ha reclamat l'illa.
El 1937 s'hi va establir una estació polar soviètica que va tancar el 1963. El 1979 serví de punt de partida d'una expedició soviètica al pol nord amb esquís.